# Born to be
「Born to be」（ボーン・トゥー・ビー）は、ナノの楽曲。ナノが作詞、WEST GROUNDが作曲を手掛けた。ナノの4枚目のシングルとして2014年2月19日にFlyingDogから発売された。
同年1月6日にシングルのリリースが発表されたが、急性膵炎騒動のため当初の予定よりも発表が遅れたことを明かしている。

## 音楽性
本曲は、テレビアニメ『魔法戦争』のエンディングテーマに起用された。ナノ曰く「ちょっとおいでよ」と声をかけるような曲で、「自分とじっくり向き合う」暇がないことを歌っているが、歌詞の詳しい解釈は視聴者に委ねているという。なお本作はこれまでの作品と違いデジタルを廃している。
フルサイズではAメロ、Bメロ、サビ、Cメロで構成されているが、ナノ自身Cメロを「推しポイント」と表現している。
音楽雑誌『リスアニ!』の日詰明嘉は、「青少年の悩みを吐き出すようにメロディに乗せる繊細な歌声とともにファンの期待に応える1曲」と評した。

## シングルリリース
2014年2月19日にFlyingDogから発売された。ナノのシングルとしては前作『SAVIOR OF SONG』から約4か月ぶりのリリースとなる。
販売形態はナノver.（VTCL-35177）と魔法戦争ver.（VTCL-35178）の2種リリースで、各形態ともカップリング曲は異なる。なお魔法戦争ver.のジャケットには同アニメの主人公である七瀬武と彼の弟である七瀬月光が描かれている。
魔法戦争ver.の2曲目「NEW WORLD」は、同アニメの挿入歌に起用されたダンスミュージック風の曲で、制作当初はナノ自身の楽曲にするつもりはなかったという。なおナノは『N』のインタビュー時にダンスミュージックを沢山聴くことを目標としていたという。
ナノver.の2曲目「Happy Ending Simulator」は、アーケードゲーム『ガンスリンガー ストラトス2』の主題歌に起用された。「Born to be」と「NEW WORLD」の間に位置付けられる曲調で、イントロのギターはバンドメンバーの1人がギタートラブルに見舞われたことで発生したもので、その後ディレクターの目に留まりそのまま採用に至ったという。

## シングル収録内容

### ナノver.
| 全作詞: ナノ、全作曲・編曲: WEST GROUND。 |                                                 |       |             |      |
| #                                         | タイトル                                        | 作詞  | 作曲・編曲  | 時間 |
| 1.                                        | 「Born to be」                                  | ナノ  | WEST GROUND | 3:36 |
| 2.                                        | 「Happy Ending Simulator」                      | ナノ  | WEST GROUND | 3:59 |
| 3.                                        | 「Born to be（Instrumental ver.）」             | ナノ  | WEST GROUND | 3:36 |
| 4.                                        | 「Happy Ending Simulator（Instrumental ver.）」 | ナノ  | WEST GROUND | 3:57 |
| 合計時間:                                 | 合計時間:                                       | 15:10 |             |      |

### 魔法戦争ver.
| 全作詞: ナノ。 |                                    |           |             |             |      |
| #              | タイトル                           | 作詞      | 作曲        | 編曲        | 時間 |
| 1.             | 「Born to be」                     | ナノ      | WEST GROUND | WEST GROUND | 3:36 |
| 2.             | 「NEW WORLD」                      | ナノ      | 甲田雅人    | 甲田雅人    | 3:30 |
| 3.             | 「Born to be (Instrumental ver.)」 | ナノ      |             |             | 3:36 |
| 4.             | 「NEW WORLD (Instrumental ver.）」 | ナノ      |             |             | 3:28 |
| 合計時間:      | 合計時間:                          | 合計時間: | 合計時間:   | 14:12       |      |

## チャート
| チャート（2014年）                | 最高位 |
| --------------------------------- | ------ |
| オリコン                          | 19     |
| Billboard JAPAN Hot 100           | 36     |
| Billboard JAPAN Hot Animation     | 6      |
| Billboard JAPAN Hot Singles Sales | 15     |
| アニカン レコチョク着うたフル     | 19     |
| アニカン アニメロ着うたフル       | 11     |